# کونگلتون
latitudeکونگلتونlongitudeکونگلتون
کونگلتون (به انگلیسی: Congleton) یک شهرک در بریتانیا است که در انگلستان واقع شده‌است.

## خصوصیات
کونگلتون ۲۶٬۴۳۷ نفر جمعیت دارد.

## خواهرخوانده
شهر تخپ خواهرخواندهٔ کونگلتون هست.